# Rio Asse
Asse é um rio localizado na França.